# Cinco Feroces
Las Cinco Feroces (en inglés: Fierce Five) fue el equipo de gimnasia artística estadounidense que ganó la segunda medalla de oro olímpica por equipos en los Juegos Olímpicos de Londres 2012. Las cinco componentes del equipo fueron Alexandra Raisman, Gabrielle Douglas, Jordyn Wieber, McKayla Maroney y Kyla Ross.

## Selección del equipo
En julio de 2012 se celebraron en San José los Olympic Trials, es decir, las pruebas de selección de las atletas que formarían parte del equipo olímpico de gimnasia en los Juegos de Londres 2012. Douglas, Wieber y Raisman se clasificaron primera, segunda y tercera respectivamente en el circuito individual, mientras que Ross y Maroney se clasificaron quinta y séptima respectivamente. En las pruebas por aparatos, Maroney se clasificó primera en la prueba de salto, quinta en suelo, décima en viga de equilibrio y undécima en asimétricas; Douglas primera en asimétricas, sexta en viga de equilibrio y tercera en suelo; Raisman octava en asimétricas, primera en viga de equilibrio y primera en suelo; Wieber segunda en suelo, tercera en viga de equilibrio y cuarta en asimétricas; y Ross se clasificó tercera en viga de equilibrio, novena en suelo y segunda en asimétricas.
Las edades de las cinco gimnastas cuando participaron en los Juegos fueron desde los 15 hasta los 18 años, siendo Raisman la mayor y la capitana del equipo elegida por sus compañeras.
Las tres gimnastas de reserva fueron Sarah Finnegan, Anna Li y Elizabeth Price. Ninguna de las tres participó en los Juegos Olímpicos.
El equipo fue portada de la revista Sports Illustrated en julio de 2012. Fue la primera vez desde 1996 que una gimnasta aparecía en la portada de esta revista.

## Apodo
Antes de empezar los Juegos Olímpicos, la prensa estadounidense apodó al grupo como las fabulosas cinco (Fab Five).
Maroney y Wieber apostaron por cambiar el apodo de "las fabulosas cinco" a "Cinco Feroces" unos días antes de que el equipo ganara la medalla de oro en Londres.
Como comentó Maroney más tarde, ese apodo (las fabulosas cinco) ya había sido usado por un equipo de baloncesto de la Universidad de Míchigan en 1991. Maroney y Wieber decidieron cambiar el nombre y apostar por un apodo original. Ambas empezaron a buscar palabras empezadas con la letra F que definieran al equipo, y todas concluyeron con que Fierce (en español: feroz) era un adjetivo que las definía a todas cuando competían.

## Juegos Olímpicos

### Clasificación
El equipo olímpico estadounidense se clasificó en primera posición con una puntuación total de 181.863. Por aparatos, el equipo consiguió una puntuación de 47.633 en salto, 45.032 en barras asimétricas, 45.441 en viga de equilibrio, y 43.757 en suelo.

### Final por equipos
El grupo consiguió la medalla de oro en la final por equipos con una puntuación total de 183.596. Por aparatos consiguieron una puntuación de 48.132 en salto, 44.799 en asimétricas, 45.299 en viga de equilibrio y 45.366 en suelo, mejorando así las puntuaciones obtenidas en las pruebas de clasificación.
| Gimnasta          | Salto   | Barras | Viga   | Suelo  | Total   |
| ----------------- | ------- | ------ | ------ | ------ | ------- |
| Gabrielle Douglas | 15.966  | 15.200 | 15.233 | 15.066 | 61.465  |
| McKayla Maroney   | 16.233  |        |        |        | 16.233  |
| Alexandra Raisman |         |        | 14.933 | 15.300 | 30.233  |
| Kyla Ross         |         | 14.933 | 15.133 |        | 30.066  |
| Jordyn Wieber     | 15.933  | 14.666 |        | 15.000 | 45.599  |
| Estados Unidos    | 48. 132 | 44.799 | 45.299 | 45.366 | 183.596 |

## Después de los Juegos Olímpicos
Una vez finalizados los juegos, el equipo apareció en distintos programas de televisión estadounidenses. También participaron en el Kellogg's Tour junto al equipo masculino de gimnasia artística, el equipo de gimnasia rítmica, el de salto y otros gimnastas participantes de los Juegos Olímpicos de Pekín 2008.

## Galería

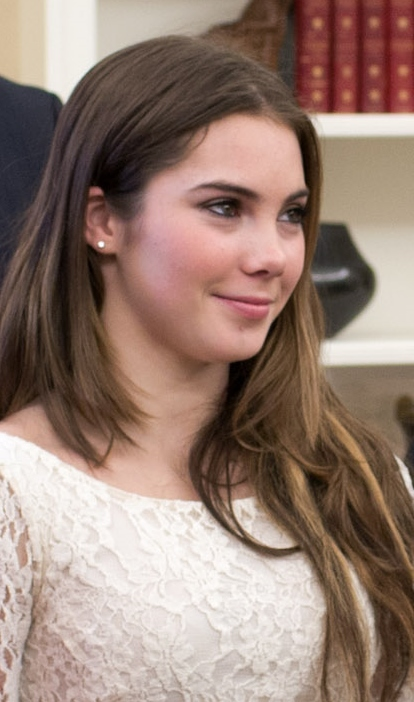
McKayla Maroney en 2012.
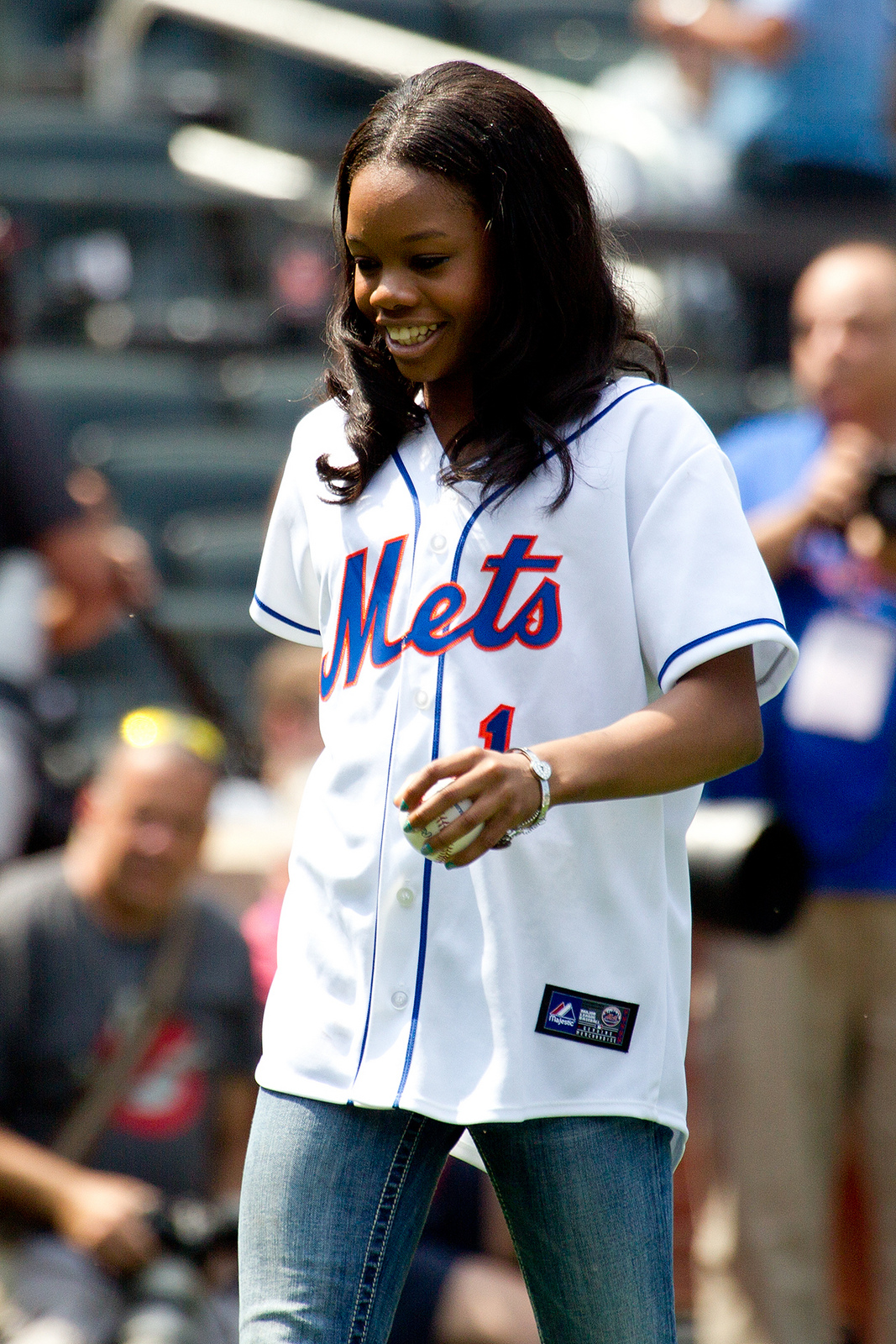
Gabrielle Douglas en 2012
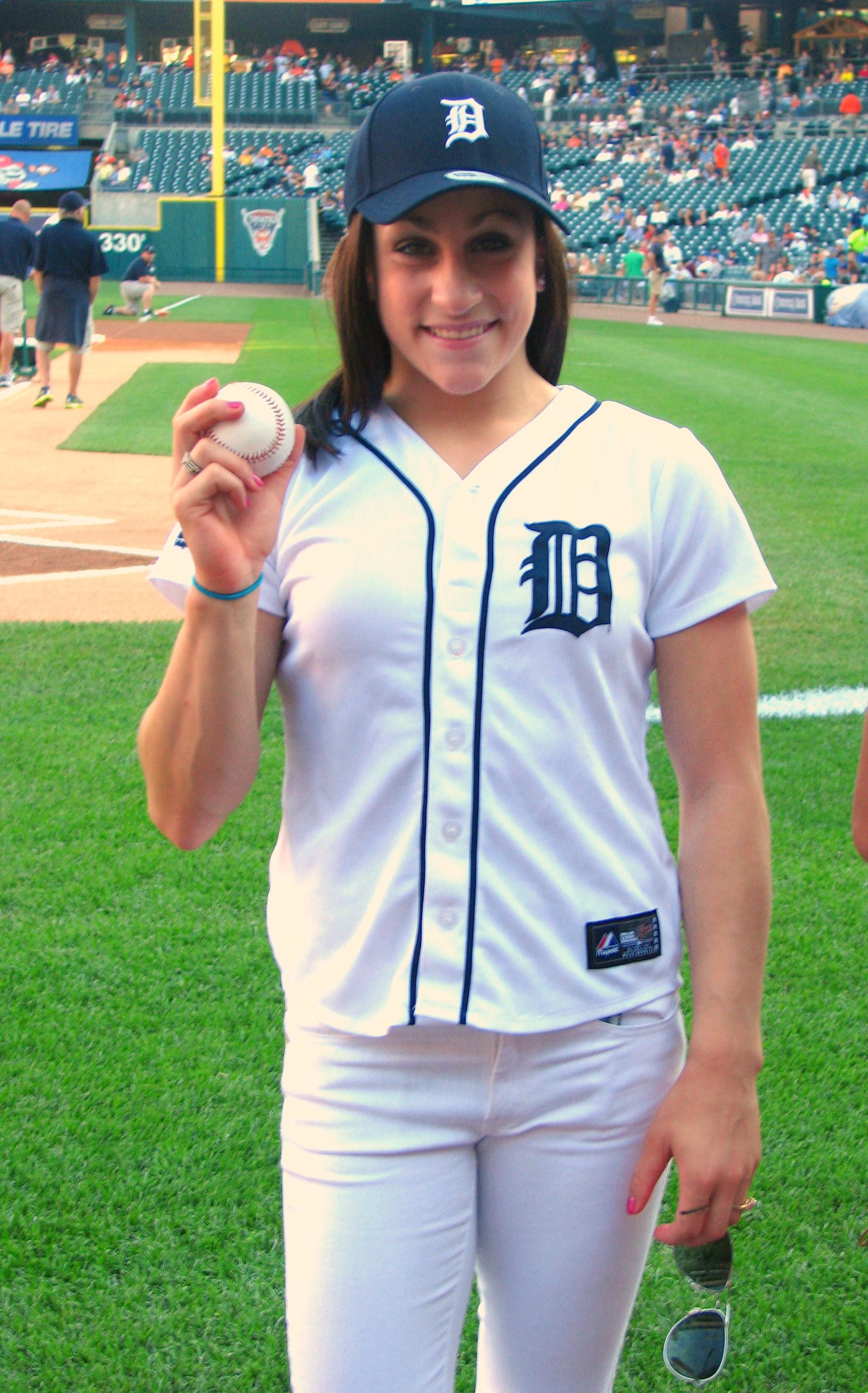
Jordyn Wieber en 2012.
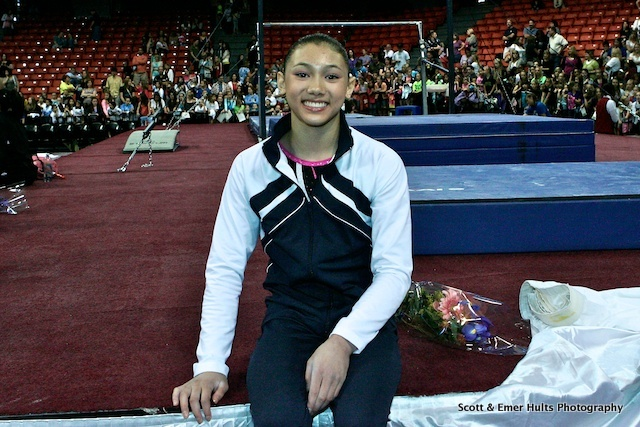
Kyla Ross en 2012.
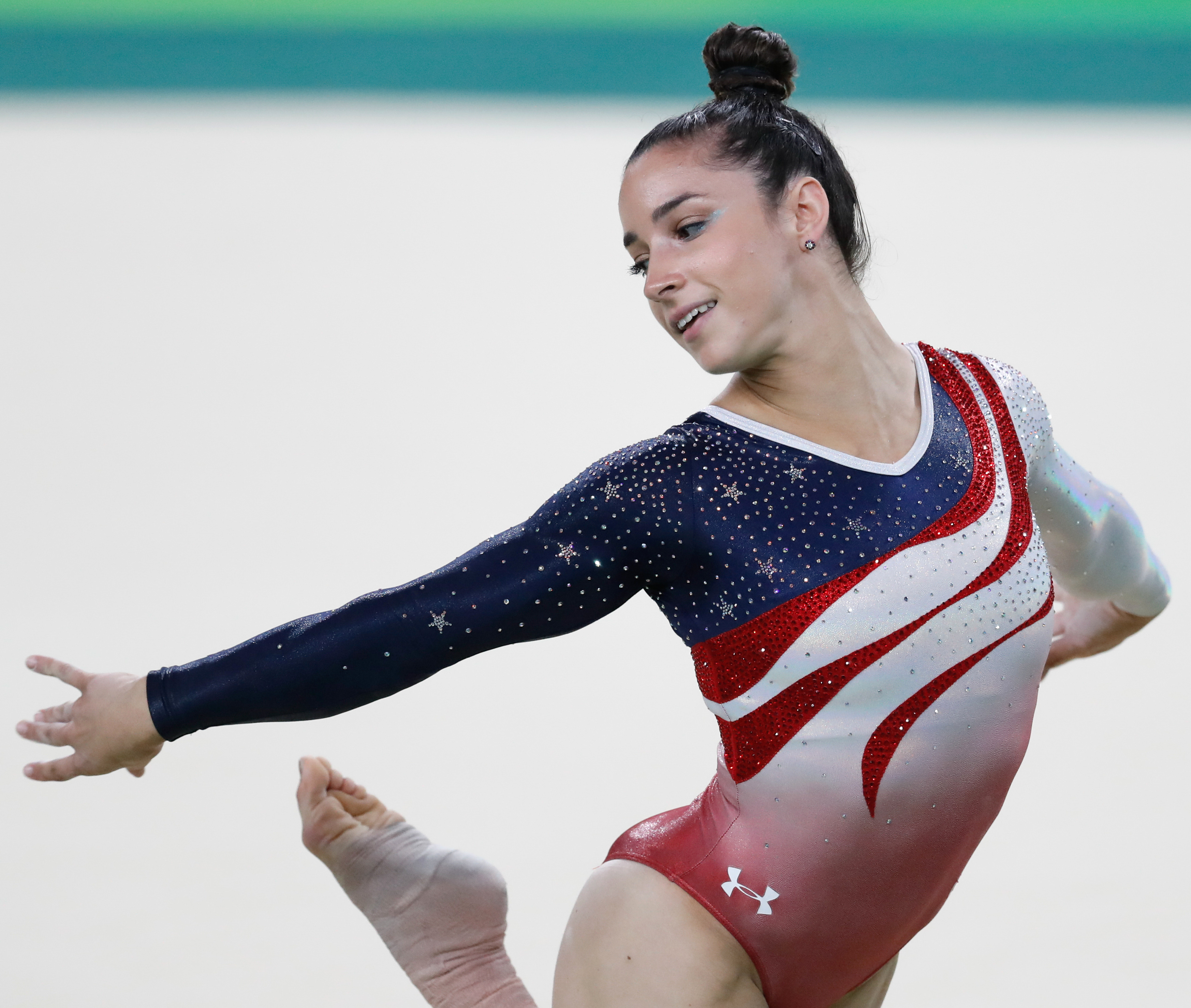
Aly Raisman en 2016.